# Kolhida
Kolhida (gruzinsko კოლხეთი, Kʼolheti, grško Κολχίς, Kolhís) je v antični geografiji predstavljala regijo in kraljestvo na območju Kavkaza, ki je odigralo pomembno vlogo pri etničnem in kulturnem oblikovanju gruzijskega naroda.
V predhelenistični grško-rimski geografiji je bila Kolhida eksonim (tuje ime) za gruzijsko politično skupnost Egrisi (gruzinsko ეგრისი), ki je živela ob obali Črnega morja, s središčem v današnji zahodni Gruziji.
Sodobni znanstveniki jo opisujejo kot »najzgodnejšo gruzijsko tvorbo«, ki je skupaj s Iberskim kraljestvom kasneje znatno prispevala k razvoju srednjeveške gruzijske državnosti in gruzijskega naroda.
V mednarodnem pogledu je Kolhida morda najbolj znana po svoji vlogi v grški mitologiji, predvsem kot postaja Argonavtov, pa tudi dom Medeje in zlatega runa. Opisali so jo tudi kot deželo, bogato z zlatom, železom, lesom in medom, ki je svoje vire izvažala večinoma v antične grške mestne države.
Kolhida je bila naseljena s Kolhijci, zgodnjim kartvelijsko govorečim ljudtsvom, predniki sodobnih zahodnih Gruzijcev, imenovanih Svani in Zansi. Geografsko je večinoma umeščena v današnji zahodni del Gruzije in zajema današnje gruzijske regije Samegrelo, Imereti, Guria, Adžara, Abhazija, Svaneti, Rača; sodobno rusko okrožje Soči in Tuapse; sedanje turške pokrajine Rize, Trabzon in Artvin.

## Geografija in toponim
Kolhida, Kolkhís ali Qulḫa, ki je obstajala od okoli 13. do 1. stoletja pred našim štetjem velja za zgodnjo etnično gruzijsko politično skupnost; ime se je v grško-rimski etnografiji uporabljalo kot skupni izraz za zgodnja kartvelijska plemena, ki so naseljevala vzhodno obalo Črnega morja.
Ime Kolhida naj bi izhajalo iz urartske besede Qulḫa, izgovarjeno kot Kolha. Konec 8. stoletja pred našim štetjem je urartski kralj Sarduri II. na steli vpisal svojo zmago nad Qulḫo; vendar je natančna lokacija Qulḫe sporna. Nekateri učenjaki trdijo, da se je ime Qulḫa (Colchís) prvotno nanašalo na deželo zahodno od Gruzije.
Po besedah učenjaka kavkaških študij Cyrila Toumanoffa:
»Kolhida se pojavlja kot prva kavkaška država, ki je dosegla združitev prišlekov. Kolhido je mogoče upravičeno obravnavati kot ne protogruzijsko, ampak gruzijsko (zahodno gruzijsko) kraljestvo.... Zdi se mi naravno, da bi začetke gruzijske družbene zgodovine iskali v Kolhidi, najzgodnejši gruzijski formaciji.«
Druga južno kavkaška plemenska zveza je nastala v 13. stoletju pred našim štetjem na obali Črnega morja. Po mnenju večine klasičnih avtorjev je okrožje, ki je na jugozahodu omejeno s Pontom, na zahodu s Črnim morjem do reke Corax (verjetno današnja reka Bzib, Abhazija, Gruzija), na severu pa z verigo Visokega Kavkaza, ki je ležala med njim in azijsko Sarmatijo, na vzhodu pa z Iberijo in Montes Moschici (danes Mali Kavkaz), na jugu pa z Armenijo. Različni avtorji o zahodnem delu države različno razmišljajo: Strabon Kolhido začne pri Trabzonu, Ptolemaj po drugi strani razprostira Pont do reke Rioni.
Ime Kolhida se prvič pojavi pri Ajshilu in Pindarju. Zgodnejši pisci o njej govorijo le pod imenom Aea (Aia), rezidenca mitskega kralja Aietesa: »Kolhijska Aia leži na najbolj oddaljenih mejah morja in zemlje«, je zapisal Apolonij Rodoški. Glavna reka je bila Fasis (danes Rioni), ki je bila po mnenju nekaterih piscev južna meja Kolhide, vendar je bolj verjetno tekla po sredini te države od Kavkaza zahodno proti jugu do Euxine in Anticita ali Atticita (zdaj Kuban). Arijan omenja številne druge po imenu, vendar bi se zdelo, da so le nekaj več kot gorski hudourniki: najpomembnejši med njimi so bili Charieis, Chobus ali Cobus, Singames, Tarsuras, Hippus, Astelephus, Chrysorrhoas, kar nekaj jih opazita tudi Ptolemaj in Plinij starejši. Glavna mesta so bila Dioscurias ali Dioscuris (pod Rimljani se imenuje Sebastopolis, zdaj Suhumi) na izlivu Euxine, Sarapana (zdaj Šorapani), Fasis (zdaj Poti), Pityus (zdaj Picunda), Apsaros (zdaj Gonio), Surium (zdaj Vani), Archaeopolis (zdaj Nokalakevi), Macheiresis in Cyta ali Cutatisium ali Aia (zdaj Kutaisi), tradicionalno rojstno mesto Medeje. Skilak iz Karijande omenja tudi Mala ali Male, ki ga v nasprotju z drugimi pisci naredi za rojstni kraj Medeje.

## Fizična geografija
V fizični geografiji je Kolhida običajno opredeljena kot območje vzhodno od obale Črnega morja, na severu omejena z jugozahodnimi pobočji Visokega Kavkaza, na jugu pa s severnimi pobočji Malega Kavkaza v današnji Gruziji in vzhodnimi črnomorskimi (Karadeniz) gorami v Turčiji in pogorjem Liki, ki povezuje Visoki in Mali Kavkaz. Osrednji del regije je Kolhijska planota, ki se razteza med Suhumijem in Kobuletijem; večina te leži na nadmorski višini pod 20 m. Obrobni deli regije so gore Visokega in Malega Kavkaza ter pogorje Liki.
Podnebje je blago vlažno; v bližini Batumija letna količina padavin doseže 4000 mm, kar je absolutni maksimum za celinsko zahodno Evrazijo. Naravne pokrajine Kolhide preraščajo zmerni deževni gozdovi, vendar v ravninskem delu regije degradirani; mokrišča (vzdolž obalnih delov Kolhijske nižine); subalpski in alpski travniki.
Kolhida ima visok delež neogenskih in paleogenih reliktnih rastlin in živali, z najbližjimi sorodniki v oddaljenih delih sveta: pet vrst rododendronov in drugih zimzelenih grmovnic, krilati oreškar (Pterocarya), kavkaški salamander (Mertensiella caucasica), kavkaška žaba (Pelodytes caucasicus), osem endemičnih vrst kuščarjev rodu Darevskia, kavkaški gad (Vipera kaznakovi), Robertova snežna voluharica (Chionomys roberti) in endemske jamske kozice.

## Zgodovina

### Prazgodovina in zgodnje omembe
V antični črnomorski regiji je živela dobro razvita kultura bronaste dobe, znana kot Kolhijska kultura, povezana s sosednjo Kobansko kulturo, ki se je pojavila v srednji bronasti dobi. Do konca 2. tisočletja pred našim štetjem je vsaj v nekaterih delih Kolhide se zdi, postopek urbanizacije dobro napredoval. Kolhijska pozna bronasta doba (15. do 8. stoletje pred našim štetjem) je razvila veliko spretnosti v taljenju in litju kovin. Izdelani so bili prefinjeni kmetijski pripomočki, rodovitna, dobro namakana nižina in blago podnebje pa so spodbudili razvoj naprednih kmetijskih tehnik. 
Kolhida je bila naseljena s številnimi sorodnimi, vendar različnimi plemeni, katerih naselja so ležala ob obali Črnega morja. Glavna med njimi so bila Mačeloni, Henioči, Zidreti, Lazi, Čalibi, Tabal / Tibareni / Tubal, Mosineci, Makroni, Mosči, Mari, Apsili, Abhazijci, Sanigi, Coraksi, Coli, Melančleni, Geloni in Soani (Svani). Ta plemena so se v jeziku in videzu tako zelo razlikovala od okoliških indoevropskih narodov, da so že v antiki ponujali različne teorije o tem pojavu.
Herodot je Kolhijce obravnaval kot starodavno egipčansko raso. Navaja, da so Kolhijci s starodavnimi Egipčani in Etiopijci prvi prakticirali obrezovanje, običaj, za katerega trdi, da so ga podedovali od ostanka vojske faraona Sesostrisa (Senusret III.). Herodot piše: »Kajti jasno je videti, da so Kolhijci Egipčani; in kar rečem, sem tudi sam ugotovil, preden sem to slišal od drugih. Ko se mi je zgodilo, sem poizvedoval o obeh narodih; Kolhijci so se Egipčanov bolje spomnili, kot so se Egipčani spomnili Kolhijcev; Egipčani so rekli, da menijo, da so Kolhijci del Sesostrisove vojske. Sam sem ugibal, deloma tudi zato, ker so temnopolti in kosmati, čeprav to v resnici ne šteje nič, ker so drugi ljudje tudi, vendar je moj boljši dokaz, da so Kolhijci, Egipčani in Etiopijci edini narodi, ki so že od prvega prakticirali obrezovanje«.
Številne sodobne teorije kažejo, da so predniki Laz-Mingrelijcev v antiki predstavljali prevladujočo etnično in kulturno prisotnost v regiji in so zato igrali pomembno vlogo v etnogenezi sodobnih Gruzijcev. 

### Perzijska oblast
V 13. stoletju pred našim štetjem je kraljevina Kolhida nastala kot posledica vse večje konsolidacije plemen, ki so živela v regiji. Ta moč, ki so jo v grški mitologiji slavili kot destinacijo Argonavtov, domovanja Medeje in posebnega področja čarovništva, je bila v Urartu znana kot Qulha (aka Kolkha ali Kilkhi).
Kolhijci so bili v stalnih vojnah s sosednjimi narodi. Uspeli so osvojiti del Diauehov v 750-ih pred našim štetjem, vendar so v vojnah 750–748 in 744–742 pr. n. št. s Sardurijem II. iz Urartuja izgubili več provinc (vključno s "kraljevim mestom" Ildemusa). Kraljestvo so v 730-ih do 720-ih pred našim štetjem preplavili Kimerijci in Skiti, napadla jih je tudi Asirija, kraljestvo je razpadlo in je na koncu, sredi 6. stoletja pred našim štetjem, prišlo pod Ahemenidsko cesarstvo.
Plemena, ki so živela v južni Kolhidi (Macroni, Mosči in Mari), so bila vključena v 19. perzijsko satrapijo, medtem ko so se severna plemena podredila "prostovoljno" in so morali na perzijski dvor poslati vsakih pet let 100 deklet in 100 fantov. Leta 400 pred našim štetjem, kmalu potem ko je vojska Deset tisočev dosegla Trabzon, se je med njimi in Kolhijci vnel boj, v katerem so bili slednji odločno poraženi. Vpliv velikega Ahemenidskega cesarstva na Kolhijce je, s svojo uspešno trgovino in širokimi gospodarskimi in trgovinskimi vezmi z drugimi regijami, pospešil družbenoekonomski razvoj Kolhide. Pozneje se zdi, so se otresli perzijske oblasti in oblikovali neodvisno državo. Po Ronaldu Sunyju: »Ta zahodna gruzijska država je bila združena v Kartli-Iberia, njeni kralji pa so vladali prek skeptukhijev (kraljevih guvernerjev), ki so od kralja dobili osebje«.

### Pod Pontom
Mitridat VI. je leta 83 pred našim štetjem zatrl vstajo v regiji in dal Kolhido svojemu sinu Mitridatu, ki je bil kmalu osumljen, da se je zapletel proti svojemu očetu. Med tretjo mitridatsko vojno je Mitridat VI. postavil še enega od svojih sinov, Mačara, za kralja Bosporja in Kolhide, ki je imel svojo oblast, vendar le za kratek čas. Ob porazu Mitridata VI. Pontskega leta 65 pred našim štetjem je Kolhido zasedel Pompej Veliki, ki je ujel enega od lokalnih poglavarjev (sceptuchus) Oltacesa in postavil Aristarha kot dinasta (63–47 pr. n. št.). Farnaces II., Mitridatov sin, je ob padcu Pompeja izkoristil zasedbo Julija Cezarja v Egiptu in skrčil Kolhido, Armenijo in del Kapadokije ter premagal Gneja Domitija Kalvina, ki ga je Cezar pozneje poslal proti njemu. Njegova zmaga pa je bila kratkotrajna. Pod Polemonom I., sinom in dedičem Zenona, je bila Kolhida del Pontskega in Bosporskega kraljestva. Po Polemonovi smrti (8. pr. n. št.) je njegova druga žena Pitodorida obdržala posest Kolhide in tudi Ponta, a ji je bilo Bosporsko kraljestvo odvzeto. Njenega sina in naslednika Polemona II. Pontskega je cesar Neron spodbudil k abdiciranju na prestolu, tako Pont kot Kolhida pa sta bila vključena v provinco Galatia in kasneje, v Kapadokijo. Fasis, Dioskurij in druga grška naselja na obali si po vojnah 60–40 pr. n. št. niso povsem opomogla in Trebizond je postal gospodarsko in politično središče regije.

### Pod Rimskim cesarstvom
Kljub temu, da so Rimljani zasedli vse večje trdnjave ob morski obali, je bila njihova vladavina razmeroma ohlapna. Leta 69 so prebivalci Ponta in Kolhide pod Anicetom proti Rimljanom uprizorili veliko vstajo, ki se je končala neuspešno.
V nižine in obalno območje so pogosto pridivjala gorska plemena, pri čemer so bili najmočnejši Svani in Henioči. Če so Rimu plačali davek, so ustvarili lastna kraljestva in uživali pomembno neodvisnost.
Krščanstvo se je začelo širiti v začetku 1. stoletja n. št.. Tradicionalna poročila povezujejo dogodek s svetim Andrejem, svetnikom Simonom Gorečnikom in svetim Matato. Helenistično, lokalno pogansko in mitraistično versko prepričanje je ostalo razširjeno do 4. stoletja. Do leta 130 so kraljestva Mačelonov, Heniočev, Egrisijev, Apsiliov, Abhazijcev in Sanigijev zasedala okrožje od juga do severa. Goti, ki so prebivali na Krimu in iskali nove domove, so leta 253 napadli Kolhido, vendar so bili s pomočjo rimskega garnizona Picunda zavrnjeni. Do 1. stoletja pred našim štetjem je bilo, ob razpadu Kraljevine Kolhide, ustanovljeno kraljestvo Lazica (ali Laz). Lazica je postala znana kot Elgrisi leta 66 pred našim štetjem, ko je Elgrisi po Pompejevi osvojitvi postal vazal rimskega cesarstva.

## Vladarji
O vladarjih Kolhide je malo znanega; 
| Vladar                 | Vladal                  | Opomba                                          |
| ---------------------- | ----------------------- | ----------------------------------------------- |
| 1. Kudži               | 325–280 pr. n. št.      |                                                 |
| 2. Akes (Basileus Aku) | konec 4. st. pr. n. št. | njegovo ime najdemo na kovancu, ki ga je izdal. |
| 3. Savlak              | 2. st. pr. n. št.       |                                                 |
| 4. Mithridat           | aktiven 80 pr. n. št.   | pod vlado Ponta.                                |
| 5. Mačar               | aktiven 65 pr. n. št.   | pod vlado Ponta.                                |
| 6. Aristarh            | 63–47 pr. n. št.        | Imenoval ga je Pompej Veliki                    |

## V mitologiji
V klasični grški mitologiji je bila Kolhida dom Aietesa, Medeje, Zlatega runa, ognjenih bikov Halkotavrov  in kraj Argonavtov.
Tudi za Kolhido velja, da je mogoča domovina Amazonk. ATudi mazonke naj bi bile skitskega porekla iz Kolhide.
V grški mitologiji je bila Kolhida pravljično bogata dežela na skrivnostnem obrobju junaškega sveta. Tu je v svetem gozdu vojnega boga Aresa kralj Aietes obesil Zlato runo, dokler ga niso ukradli Jazon in Argonavti. Kolhida je bil tudi dežela, kjer je bil mitološki Prometej kaznovan na način, da so ga priklenili na goro, medtem ko je orel jedel njegova jetra, ker je človeštvu razkril skrivnost ognja.
Apolonij Rodoški je Aea imenoval za glavno mesto (Argonautica). Glavni mitski liki iz Kolhide so:
- Aietes, kralj Kolhide, sin boga sonca Helija in Okeanide Perze (hči Okeana), brat Kirke in Pasifaje ter oče Medeje, Kalciope in Apsirta
- Idija, kraljica Kolhide, mati Medeje, Kalciope in Apsirta
- Medeja, hči kralja Aietesa
- Kalciopa, hči kralja Aeëtesa
- Apsirt, sin Aietesa
- Kirka, sestra kralja Aietesa
- Pasifaja, sestra Aietesa